# Pieris mahometana
Pieris mahometana är en fjärilsart som först beskrevs av Grum-grshimailo 1888.  Pieris mahometana ingår i släktet Pieris och familjen vitfjärilar. Inga underarter finns listade i Catalogue of Life.